# Jake Abel
Jacob Allen "Jake" Abel, född 18 november 1987 i Canton, Ohio, USA, är en amerikansk skådespelare och modell. Abel är mest känd från sin roll som Luke Castellan i filmen Percy Jackson och kampen om åskviggen, Adam Milligan/Michael i TV-serien Supernatural och Ian O'Shea i filmen The Host.

## Filmografi

### Film
| År   | Titel                                 | Roll            | Noteringar                                                                              |
| ---- | ------------------------------------- | --------------- | --------------------------------------------------------------------------------------- |
| 2005 | Go Figure                             | Spencer Shay    | TV-film                                                                                 |
| 2008 | Strange Wilderness                    | Conservationist |                                                                                         |
| 2008 | Tru Loved                             | Trevor          |                                                                                         |
| 2009 | The Lovely Bones                      | Brian Nelson    |                                                                                         |
| 2010 | Percy Jackson och kampen om åskviggen | Luke Castellan  | Nominerad — MTV Movie Award för Best Fight Nominerad — Teen Choice Award för Best Fight |
| 2011 | I Am Number Four                      | Mark James      |                                                                                         |
| 2011 | Inside                                | Kirk Francis    |                                                                                         |
| 2013 | The Host                              | Ian O'Shea      |                                                                                         |
| 2013 | Percy Jackson och monsterhavet        | Luke Castellan  | post-produktion                                                                         |
| 2014 | Ghosts of the Pacific                 | Gene Aldrich    | pre-produktion                                                                          |
| 2014 | Good Kill                             | Joseph Zimmer   |                                                                                         |
| 2021 | Malignant                             | Derek Mitchell  |                                                                                         |

### TV
| År        | Titel                       | Roll                  | Noteringar                     |
| --------- | --------------------------- | --------------------- | ------------------------------ |
| 2005–2006 | Threshold                   | Brian Janklow         | 3 avsnitt                      |
| 2006      | Zack & Codys ljuva hotelliv | Kirk                  | Avsnitt "Twins at the Tipton"  |
| 2006      | Cold Case                   | Doug Sommer           | Avsnitt "Saving Sammy"         |
| 2007      | CSI: Miami                  | Charlie Sheridan      | Avsnitt "Stand Your Ground"    |
| 2008      | Life                        | Tate                  | Avsnitt "Not for Nothing"      |
| 2009      | CSI: New York               | Kyle Sheridan         | Avsnitt "Rush to Judgement"    |
| 2009      | Cityakuten                  | Dylan                 | Avsnitt "A Long, Strange Trip" |
| 2009–2010 | Supernatural                | Adam Milligan/Michael | 3 avsnitt                      |
| 2011      | Grey's Anatomy              | Tyler Moser           | Avsnitt "Poker Face"           |